# Саратан (мифология)
Заратан или Саратан (лат. Saratan) — гигантское животное (кит, черепаха, краб), чья спина на поверхности океана подобна острову.

## Описание
Арабский учёный Аль-Джахиз описал Заратана в своей книге Китаб аль-Хайаван. По-арабски «Саратан» означает «краб». Аль-Джахиз знал, кто такие крабы. Рассказывал, что у них восемь ног и два «зуба», а глаза на спине. Крабы живут в воде или норах на берегу, откладывают яйца и питаются от жадности. 
Но «краб», описываемый в какой-то момент, огромен и живёт в открытом океане. Растительность покрывает спину, так как он покоится на поверхности океана. На его панцире трещины и щели подобны рекам и оврагам. Как и другие «острова», после высадки на него он погружается в пучину, а все находящаяся на нём тонут.
Аль-Джахиз со своими друзьями размышляли над вопросом «какая самая удивительная вещь, которую вы когда-либо видели». Ответы были «душа», «огонь», «забывчивость и память», «сон и пробуждение», «чрево космоса». Один из присутствовавших учёных называл самым удивительным слона. Тогда Ма'бад бин Омар утверждает: «Саратан и страус — это большие чудеса, чем слон».
В других местах Аль-Джахиз добавляет: «величайшими из божьих творений являются змея, Саратан и рыба» и «величайшими животными являются рыба и Саратан».
Это же существо упоминается Хорхе Луи Борхесом. У Хорхе Луи Борхеса название «Саратан» изменилось в «Заратан», потому что буква S перед гласными может обозначать звук, аналогичный З. Тем не менее в английском переводе даётся транстилерация «Саратан». 
Хорхе Луи Борхес забыл упомянуть, что Заратан является крабом, отсюда и истекает его интерпретация как черепахи (в ДНД).

## В массовой культуре
Заратаны появляются в некоторых выпусках настольной игры Dungeons and Dragons. Отличительной их способностью является топот, от коего по земле проходят ударные волны на 120 футов, также они быстро бегают, а из пасти изрыгают каменные глыбы, если же они сильно ранены, то прячутся в панцирь.